# Skukuza
Skukuza este Restcamp principal al Parcul Național Kruger, Africa de Sud.
Numele, adaptat de la Zulu cuvântul Sikhukhuza a fost un nume de companie pentru James Stevenson-Hamilton. Acest lucru înseamnă că noua mătură, ca zona Stevenson-Hamilton șters de la "braconieri" și alți criminali. Tabăra a fost înființată în 1902, iar primul ca Sabie Bridge, a fost cunoscut până când a fost redenumit la Skukuza în 1936.

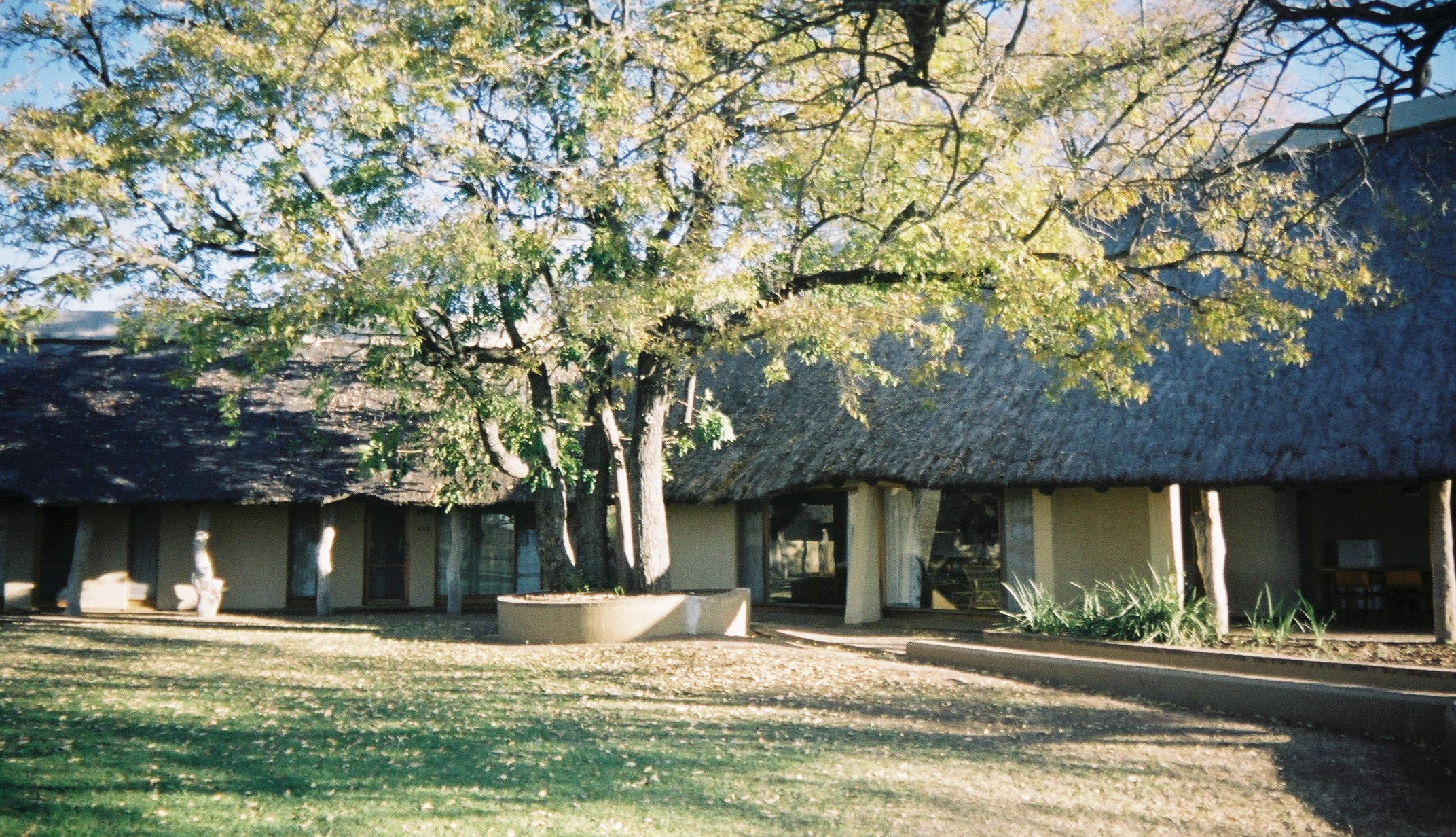
O parte din casa de oaspeți "Waterkant"
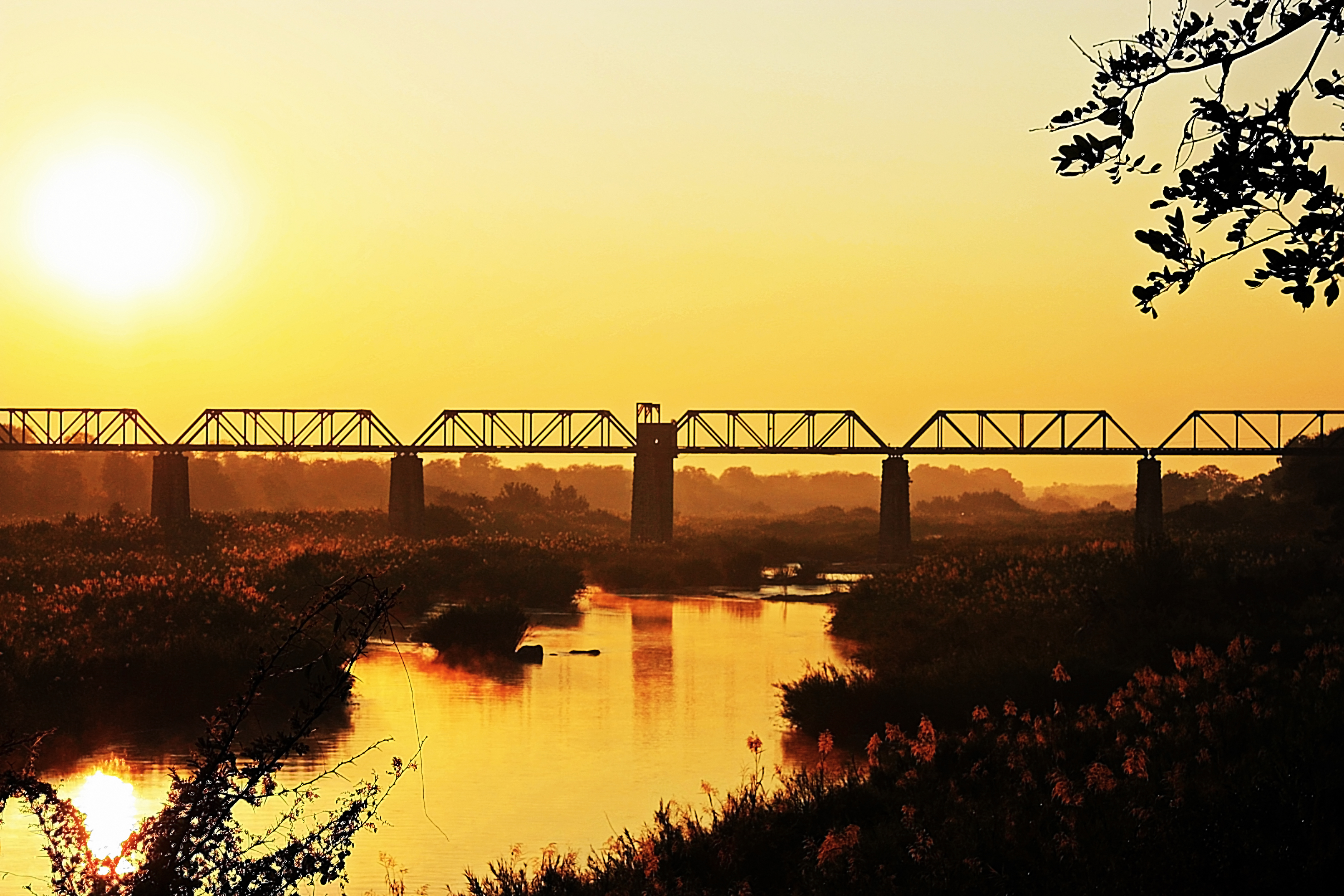
Pod vechi tren peste râul Sabie
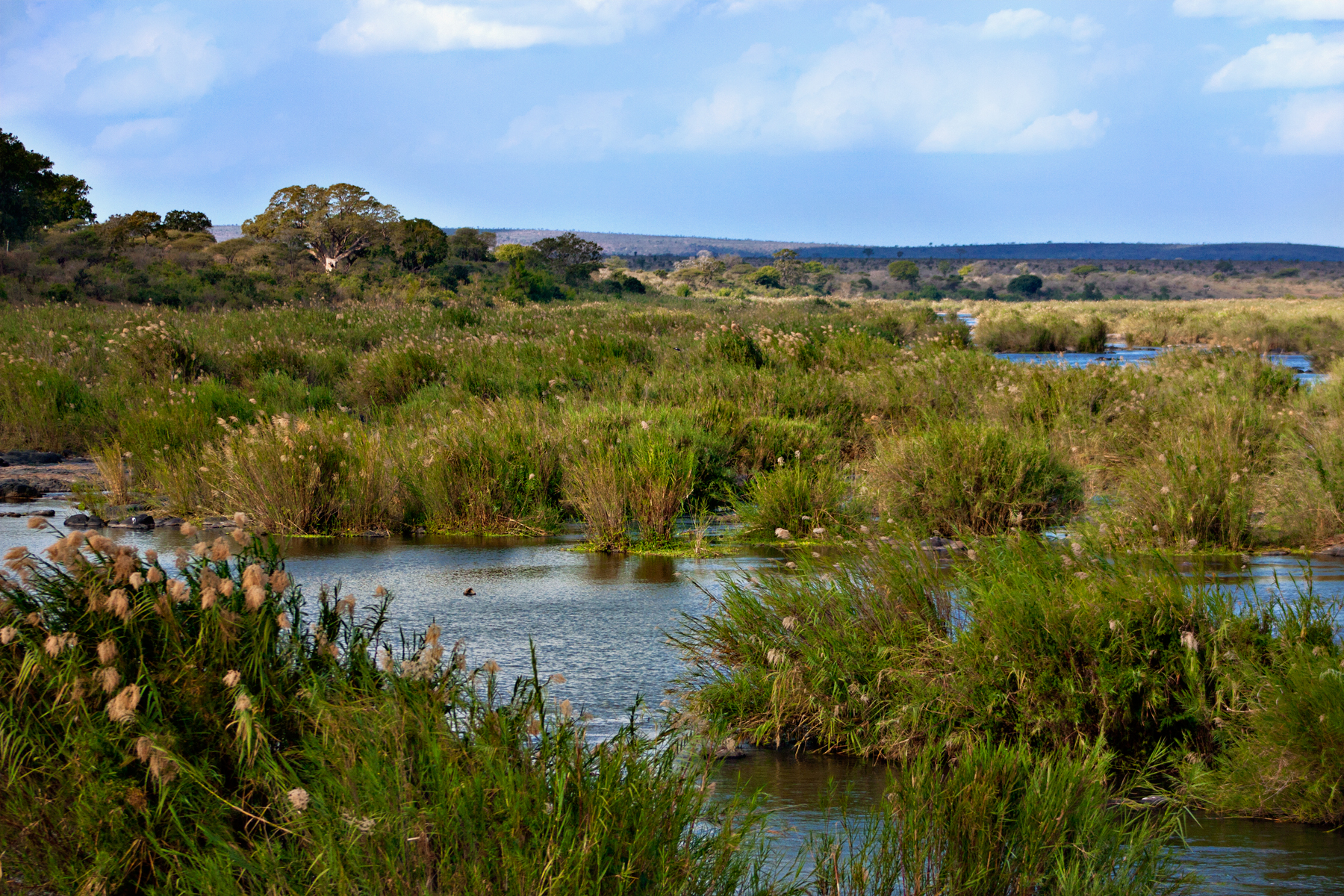
Sabie River aproape de Skukuza
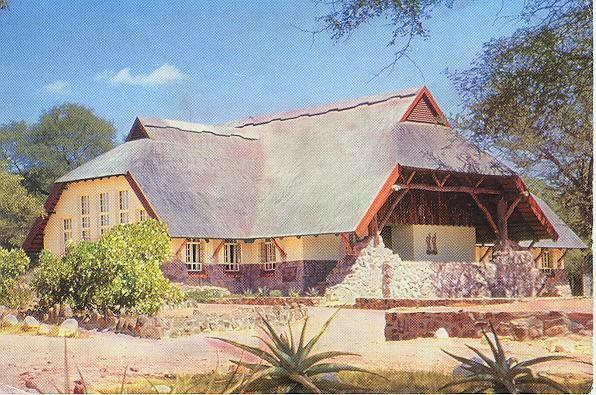
Stevenson-Hamilton bibliotecă în Skukuza
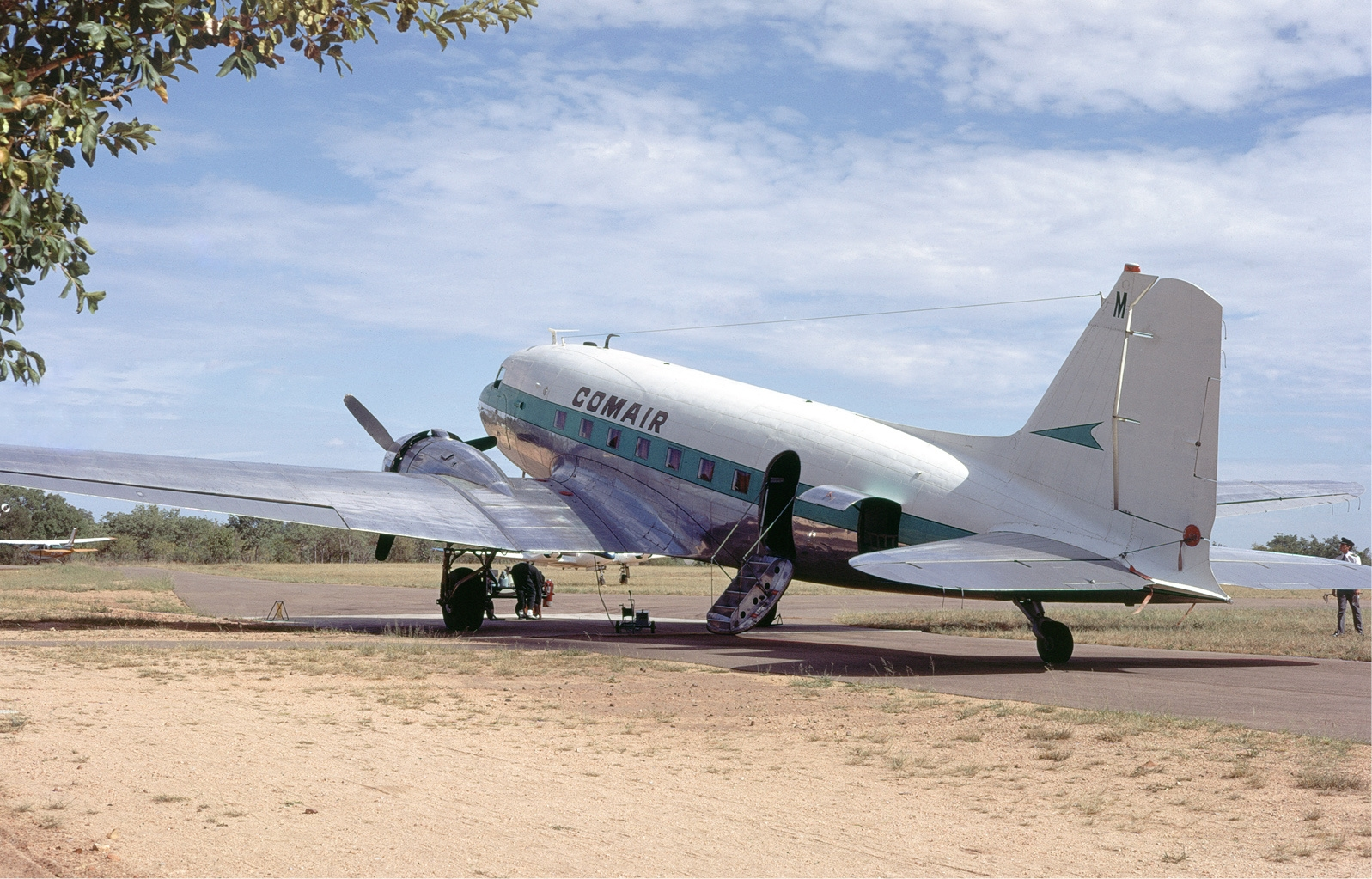
Un Comair Douglas DC-3 la Skukuza în 1973